# دارکوب پیکرسیاه
دارکوب پیکرسیاه یا دارکوب شانه‌سفید (نام علمی: Dryocopus schulzii) گونه‌ای از پرندگان خانوادهٔ دارکوبان است. این سرده هنوز در حال بحث است و به هر دو سردهٔ جهان جدید Dryocopus و Hylatomus پیشنهاد شده‌است. در آرژانتین، بولیوی و پاراگوئه یافت می‌شود. زیستگاه طبیعی آن جنگل‌های نیمه‌گرمسیری و گرمسیری خشک، جنگل نمناک گرم‌دشت و مزارع کشت کلان است. با نابودی زیستگاه تقریباً در معرض تهدید است.